# Demónio
Demónio (português europeu) ou demônio (português brasileiro) 

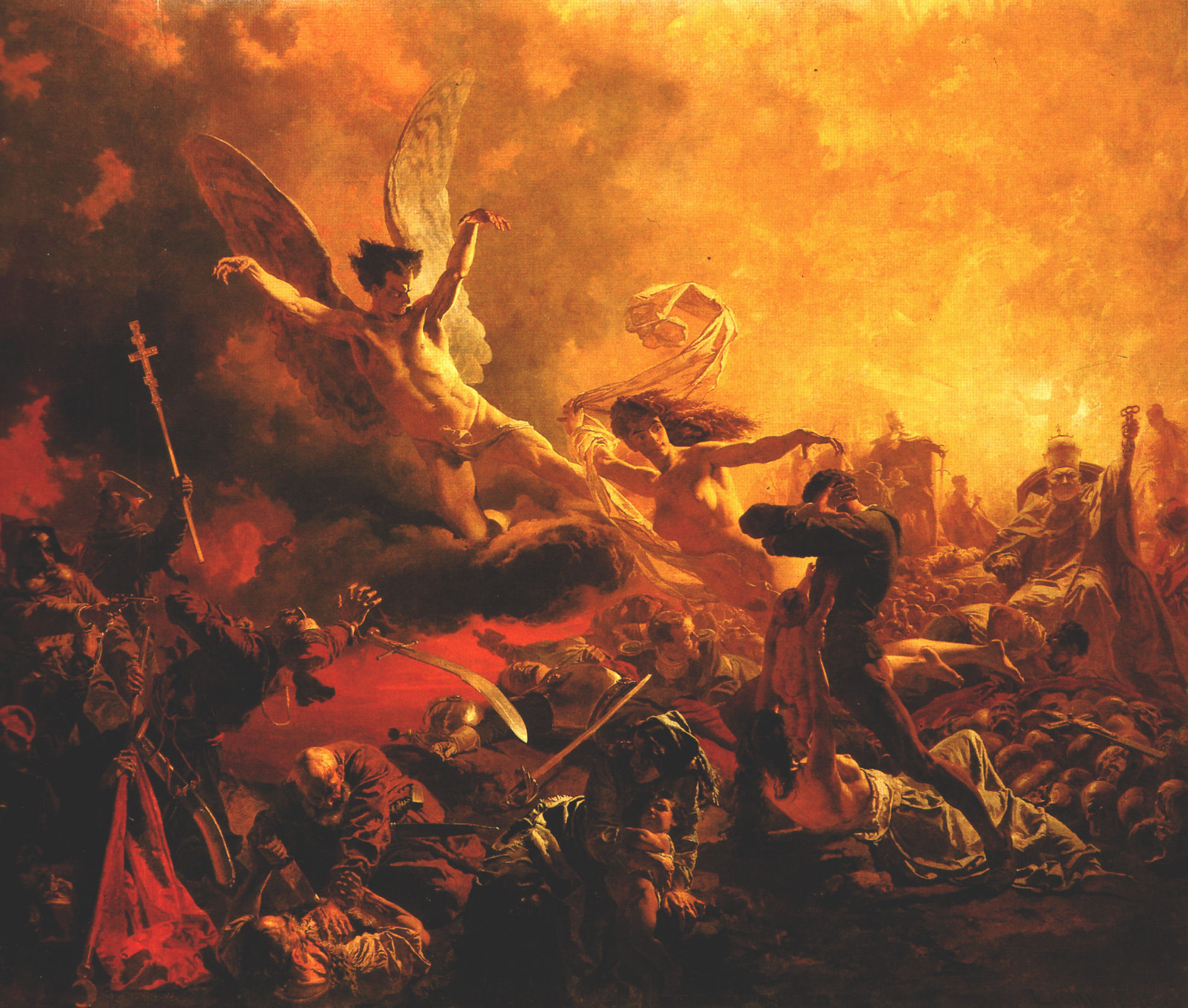
O Triunfo do Gênio da Destruição (1878), de Mihály Zichy.

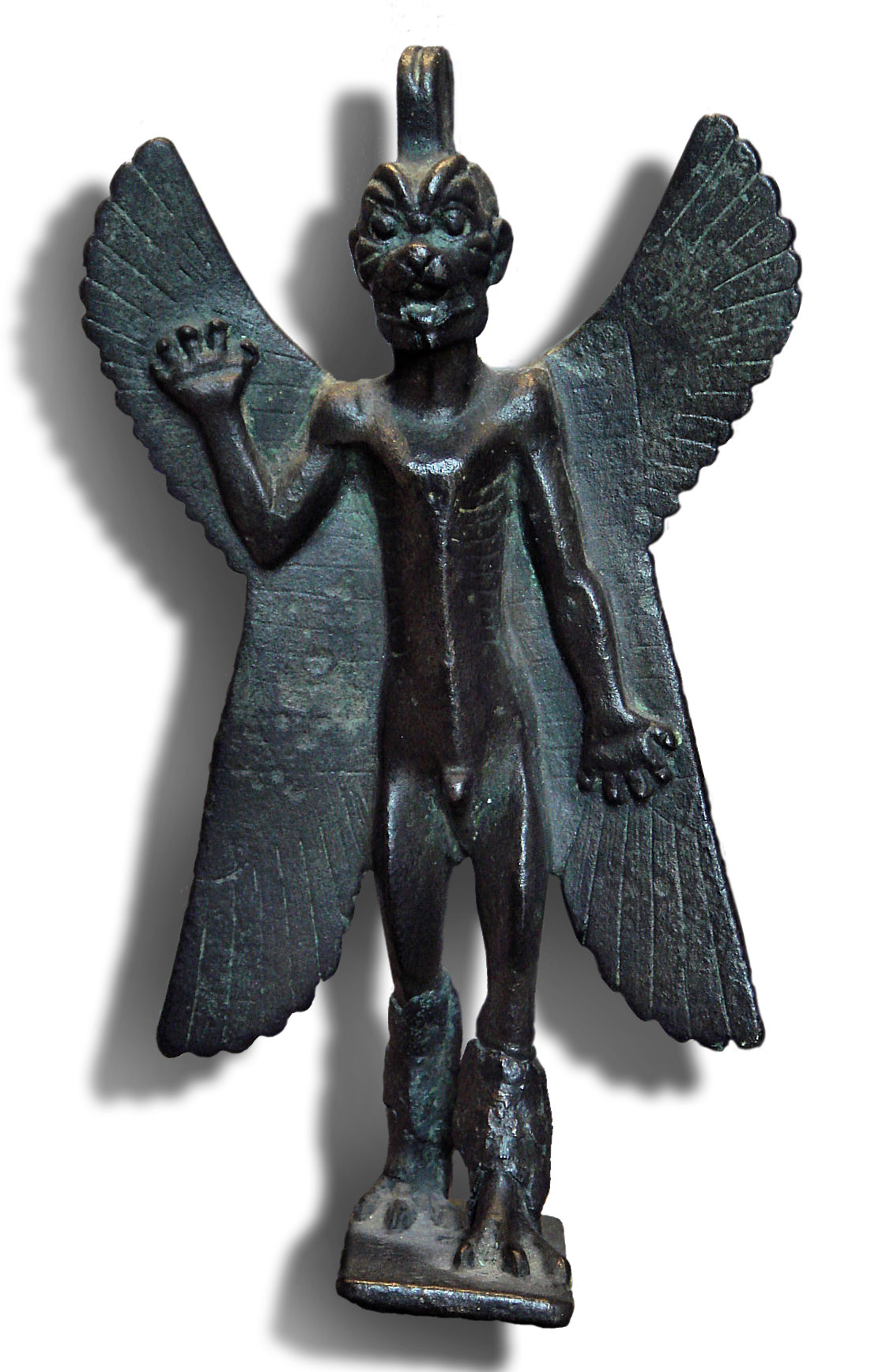
Estátua de bronze do rei demônio assírio-babilônico Pazuzu, c.800–700 a.C., Louvre

é uma entidade sobrenatural malévola. Historicamente, a crença em demônios, ou histórias sobre demônios, ocorre no folclore, mitologia, religião, ocultismo e literatura; essas crenças são refletidas na mídia, incluindo ficção, quadrinhos, filmes, televisão e videogames. A crença em demônios provavelmente remonta à era paleolítica, decorrente do medo da humanidade do desconhecido, do estranho e do horrível. Nas antigas religiões do Oriente Próximo e nas religiões abraâmicas, incluindo o judaísmo primitivo e a demonologia cristã antiga-medieval, um demônio é considerado uma entidade espiritual prejudicial que pode causar possessão demoníaca, exigindo um exorcismo. Grandes porções da demonologia judaica, uma influência fundamental no cristianismo e no islamismo, originaram-se de uma forma posterior de zoroastrismo e foram transferidas para o judaísmo durante a era persa.
Os demônios podem ou não ser considerados diabos: lacaios do Diabo. Em muitas tradições, os demônios são operadores independentes, com diferentes demônios causando diferentes tipos de males (fenômenos naturais destrutivos, doenças específicas, etc.) em geral, enquanto os demônios aparecem mais frequentemente como demônios dentro de uma estrutura teológica; demônios que se opõem ao princípio divino. Como espíritos menores fazendo o trabalho do Diabo, eles têm deveres adicionais - fazendo com que os humanos tenham pensamentos pecaminosos e tentando os humanos a cometer ações pecaminosas.
A palavra original do grego antigo daimōn (δαίμων) não carregava conotações negativas, pois denota um espírito ou poder divino. A concepção grega de um daimōn aparece notavelmente nas obras filosóficas de Platão, onde descreve a inspiração divina de Sócrates. No cristianismo, os daimōn moralmente ambivalentes foram substituídos por demônios, forças do mal que lutam apenas pela corrupção. Esses demônios não são os espíritos intermediários gregos, mas entidades hostis, já conhecidas nas crenças iranianas. No esoterismo ocidental e na magia renascentista, que surgiu de uma amálgama de magia greco-romana, Agadá judaica e demonologia cristã, acredita-se que um demônio seja uma entidade espiritual que pode ser conjurada e controlada.
A crença em demônios continua sendo uma parte importante de muitas religiões modernas e tradições ocultas. Os demônios ainda são temidos em grande parte devido ao seu suposto poder de possuir criaturas vivas. Nas tradições esotéricas ocidentais contemporâneas, os demônios podem ser usados como metáforas para processos psicológicos internos ("demônios interiores").
Na antiguidade, o termo tinha outra conotação, referindo-se a um gênio que inspirava os indivíduos tanto para o bem quanto para o mal. Nos contextos judaico e islâmico a ideia é diversa, até porque não se trata de um ente opositor ao Criador, mas de algumas criaturas subalternas a Ele. Na cércea do primeiro contexto refere-se a um ser imperfeito que foi formado no sexto dia da Criação. Para o segundo, os demônios, ou jinn, são seres que coexistem com os seres humanos, dotados de livre-arbítrio e chefiados por Iblis.

## Etimologia
O termo «demônio» vem do grego δαιμόν (daimon, plural daimones), significando literalmente espírito interior ou força inspiradora, uma vez que na mitologia e filosofia gregas referia-se a um ser espiritual pertencente a uma categoria intermediária divino-humana, uma espécie de divindade menor ou um espírito orientador.
Em latim a palavra foi traduzida e transliterada como daemonium, com o sentido de espírito do mal, diferentemente do sentido grego, que não se referia especificamente a seres malfazejos, sendo aplicado a todos os daimones. O sentido negativo dado em latim foi transmitido às demais línguas românicas, inclusive ao português demônio.

## Cristianismo

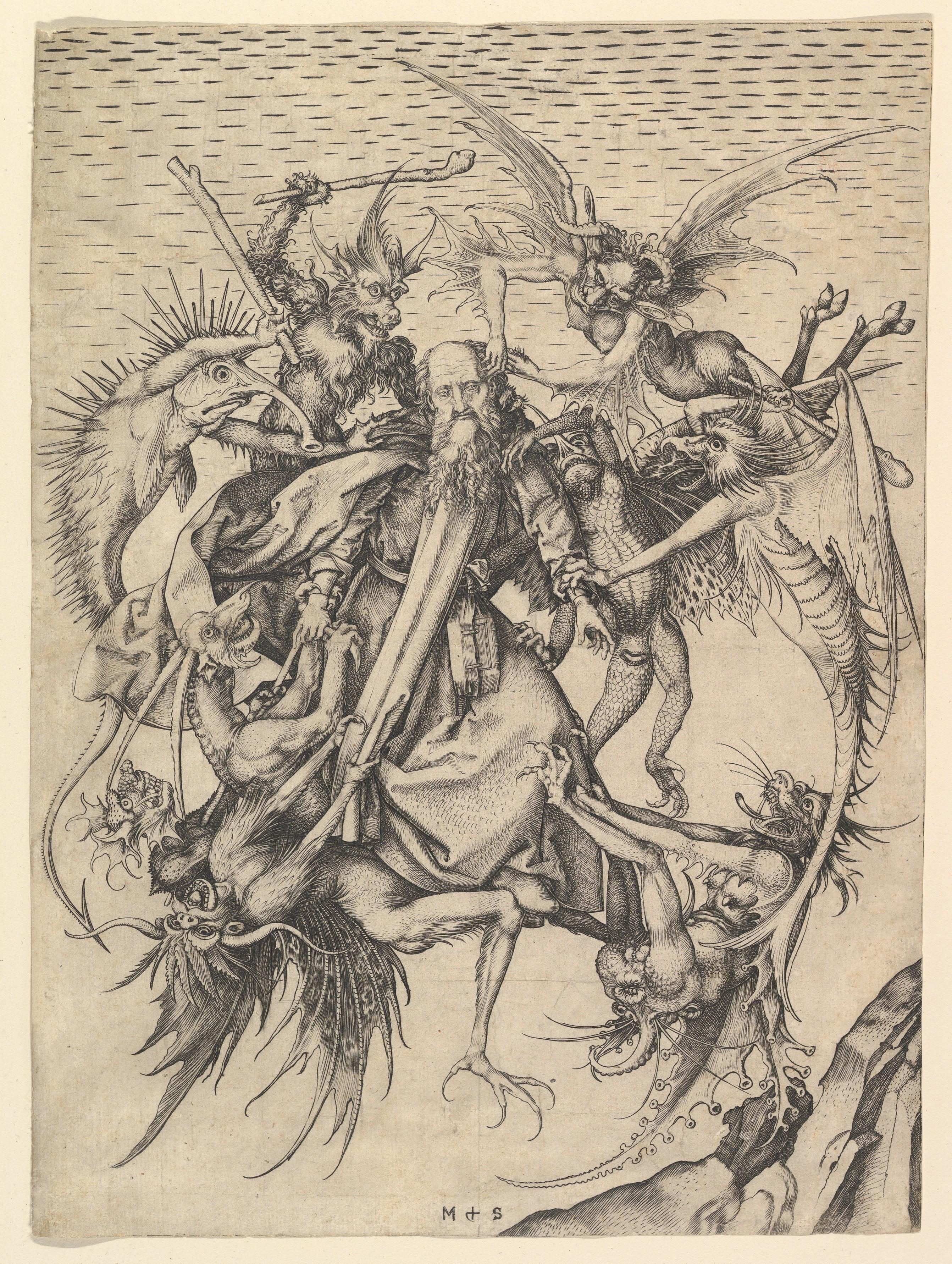
A Tentação de Santo Antão (1480-90), de Martin Schongauer, retrata Santo Antão (também grafado Antônio) cercado por demônios.

Na maioria das religiões cristãs, os demônios, ou espíritos imundos, são anjos caídos que foram expulsos do terceiro céu (a presença de Deus) (Apocalipse 12:7–9).
Popularmente, acredita-se que o chefe dos demônios, Lúcifer, era um querubim da guarda ungido (Ezequiel 28 e Isaías 14:13–14) que, ao desejar ser igual a Deus, acabou sendo expulso do Paraíso. É certo que há passagens na Bíblia que falam de seres caindo do céu, porém não são sobre Satanás. Existem trechos referentes a isso como no livro de Provérbios 8 e o livro de Jó 38,que mostram que a ideia de anjos que caíram do céu para esta terra se refere a nós pecadores; se analisarmos os versos de Lucas 19:10 e Mateus 9:13 podemos ver que somos os que se perderam do Reino dos céus por causa dos nossos pecados.
Porém, quando foi expulso do Céu, a Bíblia nos relata que Lúcifer (conhecido, depois da expulsão, como diabo e satanás, também referido em Apocalipse como "dragão" ou "antiga serpente", fazendo uma referência ao Livro do Gênesis) trouxe, consigo, um terço dos anjos de Deus (Apocalipse 12:4). Não encontra-se, na Bíblia cristã, qualquer referência ao quantitativo de anjos que acompanharam Lúcifer, mas o livro do Apocalipse diz que o número de anjos à serviço do Criador são "milhares de milhares e milhões de milhares" (Apocalipse 5:11).
Devido a vários motivos ou simplesmente por submissão religiosa a Satanás, os demônios podem, segundo a crença cristã, possuir alguém, assumindo inclusive o senhorio sobre o corpo desta pessoa, manipulando suas atitudes e palavras e influenciando fortemente os seus pensamentos. Para os cristãos, o único meio eficaz utilizado pelos apóstolos para falir a autoridade de um ou mais demônios sobre uma ou mais pessoas é o nome de Jesus Cristo, Filho de Deus, que, segundo a crença cristã, é o Nome sobre todo nome, inclusive sobre o nome dos demônios.

### Cristadelfianos
Para os Cristadelfianos, os demônios na Bíblia são os deuses dos pagãos, isto é, dos não cristãos e não judeus. Segundo os Cristadelfianos, os antigos gregos acreditavam que os espíritos podiam possuir pessoas e que eram os espíritos dos falecidos que tinham subido ao nível de demônios (semideuses que traziam o bem ou o mal à humanidade). Quando alguém não entendia a causa de uma enfermidade, por não haver causa aparente ou por ser uma doença do foro psicológico, a enfermidade era atribuída a demônios. Os Cristadelfianos também não acreditam que os anjos possam pecar.

## Judaísmo
A tradição judaica cunhou a figura de demónio com significado totalmente diverso daquela corrente na tradição cristã. Para o primeiro, os demónios são seres meio-humano, meio-espírito, criados após o homem, podendo reproduzir-se e ser bons ou maus, mas de natureza incompleta, cujos atos tendem ao caos.